# Russells Point (Ohio)
Pour les articles homonymes, voir Russells Point.
Russells Point est un village américain situé dans le comté de Logan, dans l'Ohio. Selon le recensement de 2010, sa population est de 1 391 habitants.